# Cheren
Cheren, o Keren, e storicamente conosciuta come Sanhit, è la seconda città più grande dell'Eritrea, situata a nord-ovest di Asmara, e con una popolazione di circa 120 000 abitanti. È capoluogo della regione dell'Anseba.

## Economia
È un importante centro commerciale.

## Storia
Nelle vicinanze di Cheren fu fondata nel 1865 la colonia italo-africana di Sciotel, primo tentativo italiano di costituire una colonia agricola in Africa. Il progetto fu però abbandonato nel 1869 per la morte del suo principale animatore, padre Giovanni Giacinto Stella.
Nel 1889 la cittadina fu occupata dalle truppe italiane ed entrò a far parte della colonia eritrea. Nel 1923 fu raggiunta dalla ferrovia Asmara-Biscia, oggi smantellata (sebbene ci siano parti da ricostruire).
Durante la seconda guerra mondiale qui avvenne la battaglia di Cheren fra italiani e inglesi. A ricordo di quella battaglia, l'Italia cura la conservazione del cimitero di guerra, dove riposano insieme soldati italiani ed Àscari.
Fu poi teatro di altri combattimenti nell'ambito della guerra di indipendenza eritrea.

## Amministrazione

### Gemellaggi
- Cassala
- Trondheim